# التبيان في أقسام القرآن
التبيان في أقسام القرآن  أو التبيان في أيمان القرآن كتاب ألفه ابن قيم الجوزية (691 هـ 751 هـ - 1292 1349)، يتناول الكتاب جميع المواضع التي ورد فيها القسم صريحا أو ضمنا في القران الكريم ، مبتدئاً بالآيات وعرضها من آخر المصحف إلى أوله مناقشا ومبينا تفسير الآيات في السور القصيرة التي تبتدئ بالقسم حتى نهايتها وموضحا علاقة القسم في السورة بالمقسم عليه وجواب القسم، وعلاقة القسم بالسورة نفسها وما ورد فيها من معان .
وقد ضمن المؤلف كتابه هذا اختلافات المفسرين واللغويين في الآيات المذكورة عند القسم مرجحا بعض الأوجه على بعض، وقد يستطرد في بعض الآيات فيخرج إلى معان أخرى خارجة عن القسم ، فيذكر أكثر من مئة صفحة أو نحوها في بحث الأجهزة التي خلقها الله في جسم الإنسان وبيان وظائفها والإعجاز فيها ثم يعود إلى الحديث عن القسم في الآية.
ذكر فيه ما جاء في القرآن من الأيْمَانِ والأقْسَام، والكلام عليها يَمِينًا، وارتباطها بالمُقْسَمِ عليه، وذكر أجوبة القَسَم المذكورة والمقدَّرة، وأسرار هذه الأقْسَام. وقرر المؤلف فيه قواعد وأصول في أيمان القرآن، وخطَّ له خطوطًا عريضةً سار عليها في كتابه وأحسن في ذلك أيَّما إحسان؛ واعتنى فيه بالكلام على الآيات من جهة اللغة العربية، واستوفى ذكر أقوال المفسرين، مع الجمع بين ما ظاهره التعارض، أو الترجيح بينها. وقد لقي الكتاب عناية من أهل الاختصاص، فنقلوا منه في مصنفاتهم، واختصره بعضهم، وناقش آخرون بعض قضاياه، وانتقد آخرون بعض مسائله.

## موضوعات الكتاب
يقول المؤلف في مقدمة كتابه: فهذا كتابٌ صغير الحجم، كبير النفع، فيما وقع في القرآن العزيز من الأيمان والأقسام، والكلام عليها يمينًا، وارتباطها بالمقسَم عليه، وذكر أجوبة القَسَم المذكورة والمقدَّرة، وأسرار هذه الأقسام، فإنَّ لها شأنًا عظيمًا يعرفه الواقف عليه في هذا الكتاب.
فتبيَّن من خطبة المؤلِّف هذه غرضه من تأليفه، وموضوعه الذي سيدور حوله ويتحدَّث عنه، وهو عدة أمور:
- أوَّلها: الأيمان والأقسام الواردة في القرآن الكريم خاصةً.
- وثانيها: تحقيق كون هذه الأيمان والأقسام كذلك.
- وثالثها: ارتباط هذه الأيمان بالمقسَم عليه، وبيان التناسب بينها.
- ورابعها: ذكر أجوبة القَسَم سواء كانت مذكورة أو مقدَّرة.
- وخامسها: ما يتعلق بهذه الأيمان من الأسرار والحِكَم والغايات.

لكنه لم يتتبع كل ما في القرآن من الأيمان والأقسام، بل ترك الكلام عن الأيمان التي حكاها الله -عزَّ وجلَّ- في القرآن عن خلقه، وترك -أيضًا- الأيمان المقدَّرة، فصار موضوع الكتاب في الكلام عن الأيمان الربانية فقط.

## منهج المؤلف في الكتاب
عمد المؤلف في أوَّل كتابه «التبيان» إلى تقرير قواعد وأصول هذا الفنِّ وهو أيمان القرآن، وخطَّ له خطوطًا عريضةً سار عليها في باقي كتابه. وقد أحسن في ذلك أيَّما إحسان؛ لأنَّه بنى سائر كتابه على هذه الأصول والقواعد، وصار يُرجِعُ مسائله إليها، وردَّ إليها ما أشكل من تفسير آيات القَسَم.
ثم قام بتطبيق ما أصَّله على آيات القَسَم التي فسَّرها على النحو التالي:
1. بيان الآية من جهة اللغة العربية، وهذا حَدَاهُ إلى الكشف عن معاني الكلمات، وما فيها من دقائق وأسرار حتى يتمَّ الفهم الصحيح للمعنى المراد منها في الآية،  وتوضيح الفرق بين كلمةٍ وأخرى، التماسًا منه لحكمة استعمال هذه اللفظة دون تلك.
2. كلامه على بعض وجوه الإعراب للآية إذا كان اختلاف الإعراب ينبني عليه تغاير المعنى.
3. إذا كان في الآية قراءات متعدِّدة فإنَّه يذكرها، ويوجِّه معناها، وربما رجَّح بعضها على بعض من جهة دلالتها على المعنى المراد.
4. جمعه للنظائر والأشباه في مكانٍ واحدٍ، والتوفيق بين معانيها إذا كان ظاهرها التعارض، أو كان الفرق بينها لا يتجلَّى إلا بالإيضاح والبيان.
5. يستوفي نقل الأقوال في الغالب، حتى إنَّه ربما نقل الأقوال الضعيفة في تفسيرها طلبًا للاستيفاء، ويذكرها بنصها في الكتب المسندة مع عزوها لقائليها.
6. إذا كانت الأقوال في ظاهرها متعارضة وأمكن الجمع بينها فإنَّه يجمع بينها ويدفع تعارضها.
7. إذا كانت الأقوال متباينة فإنه يذكر أدلَّة كل قول، ويرجِّح بينها، ويبرز جوانب القوَّة فيما يختاره من الأقوال.
8. ينبِّه على الأقوال الضعيفة أو الساقطة أو البعيدة والمتكلَّفة.
9. للمؤلف تنقيبٌ عجيبٌ في خبايا الآيات، وتفتيشٌ مذهلٌ في كنوزها التي لا تنتهي، فيستنبط منها ما هو من حاجات القارئ وإن لم يكن من حاجة المفسِّر، ولربما أرخى القلم بما هو من عَرَض الكتابة وإن لم يكن من أغراض التفسير، وهذا بحرٌ يحبُّ ابن القيم السباحة فيه ويُحسن الغَوص في أعماقه، وربما استطرد في الكلام بما يخرج فيه عن موضوع الكتاب.[6]

## العناية بالكتاب
احتفى به العلماء والأئمة، واستفادوا منه بما يناسب حاجتهم، وتناولوه -من عصر المؤلِّف إلى يومنا هذا- بطرقٍ شتى؛ فمن ذلك: أنَّ منهم من اختصره وهذَّبه كما فعل شمس الدين محمد بن علي بن محمد بن طولون الدمشقي الحنفي الصالحي (953 هـ)، حيث اختصر الكتاب مع الحفاظ على ألفاظ المؤلِّف وعباراته، وحذف استطراداته، وسمَّاه: «خلاصة التبيان في أيمان القرآن». وأيضًا قام أحمد بن محمد القسطلاني (923 هـ) بتلخيص ما يتعلق برسالة الرسول - صلى الله عليه وسلم - ونبوَّته من الأقسام القرآنية في النوع الخامس من كتابه «المواهب اللَّدُنية». ومنهم من اقتبس منه مواضع، ونقل مقاطع متفرقة؛ رصَّع كتابه بها إفادةً وإشادةً، كما فعل ذلك ابن حجر العسقلاني في فتح الباري، وابن أبي العز في شرح الطحاوية، والسيوطي في كتابيه الإتقان في علوم القرآن ومعترك الأقران. ومنهم من ناقش المؤلف في بعض القضايا، أو انتقده في بعض المسائل.

## طبعات الكتاب
طبع عدة طبعات، منها:
- المطبعة الميرية بمكة المكرمة، سنة (1321 هـ)، في (157) صفحة من القطع الكبير، قام بتصحيحها: عبد الحميد الفردوسي المكي الأفغاني.
- مطبعة محمد أفندي حجازي - مصر، بتصحيح: محمد حامد الفقي، سنة (1352 هـ - 1933 م).
- دار الطباعة المحمدية بالأزهر، بتصحيح فضيلة الشيخ: طه يوسف شاهين من علماء الأزهر، سنة (1388 هـ)، ثم صورت في دار الكتب العلمية،
- دار إحياء العلوم - بيروت، قدم له وحققه وعلق عليه: محمد شريف سُكَّر، سنة (1409 هـ - 1988 م).
- مؤسسة الرسالة - بيروت، حققه وضبط نصه وفهرسه: عصام فارس الحرستاني، وخرج أحاديثه: محمد إبراهيم الزغلي، سنة (1414 هـ - 1994 م).
- دار الكتاب العربي - بيروت، علق عليه وصححه: فواز أحمد زمرلي، سنة (1415 هـ - 1994 م).
- المكتبة العصرية - صيدا، اعتنى به وراجعه: محمد حسين عرب، سنة (1424 هـ - 2003 م).
- بيت الأفكار الدولية - لبنان، اعتنى به: أبو صهيب الكرمي، سنة (2004 م).
- دار عالم الفوائد، بتحقيق عبد الله البطاطي، وهو ضمن آثار ابن القيم وما لحقها من أعمال.
- دار عطاءات العلم، وهي إعادة لطبعة دار عالم الفوائد.